# The League of Gentlemen's Apocalypse
The League of Gentlemen's Apocalypse è un film del 2005 diretto da Steve Bendelack.
La pellicola è tratta dalla serie televisiva britannica The League of Gentlemen.

## Trama
Per Royston Vasey l'apocalisse è vicina. I segnali sono subito chiari al reverendo Bernice Woodall: i loro autori sono a corto di idee e presto cancelleranno la serie televisiva. Radunati Pauline e il dott. Chinnery, il vicario ha intenzione di varcare la porta che li condurrà nel nostro mondo per impedire la fine di Royston Vasey. Qualcosa va storto e, al loro posto, attraversano il portale Geoff Tipps, Herr Lipp e Mr. Briss, il macellaio in fuga dalla polizia perché colpevole dei sanguinamenti della seconda serie.

## Produzione
Il film è stato co-prodotto dalla BBC, che detiene i diritti della serie, e dalla statunitense Universal Pictures, con il supporto di FilmFour, Hell's Kitchen International, e Tiger Aspect Productions. Gli effetti speciali sono a opera della Mackinnon & Saunders e del Team FX. La Sapex Scripts si è occupata invece della post-produzione. Le scene sono state girate a partire dall'ottobre 2004 in Irlanda, più precisamente a Wicklow, a Powerscourt (nella Contea di Wicklow), e a Dublino, ma anche in Inghilterra, di preciso a Marsden (West Yorkshire), e a Hadfield (Derbyshire). Più di 20 minuti di riprese furono eliminate nel montaggio finale. Il budget stimato per il film ammonta a circa £ 4.200.000.

### Tagline
Le tagline per il film sono:
- Are you local ?
  - Sei del luogo ?
- To save their world... they're coming to ours.
  - Per salvare il loro mondo ... stanno arrivando sul nostro

### Colonna sonora

#### Lista delle tracce
1. "Apocalypse Theme"- 1:47
2. "Little Brown Fish"- 3:45
3. "Leaving for London"- 1:03
4. "Meteors"- 2:25
5. "Pig Funeral"- 0:52
6. "Storm Over Royston Vasey"- 1:21
7. "Stripped Down Theme"- 0:57
8. "Have You Seen Me?"- 1:33
9. "Dr Pea"- 2:00
10. "Into the Crypt"- 1:21
11. "An Humunculus"- 4:30
12. "The Kings' Evil"- 1:55
13. "Herr Lipp in the Attic"- 1:32
14. "Herr Lipp Unmasked"- 2:21
15. "Arise Sir Geoffrey"- 1:19
16. "Back in Royston Vasey"- 3:54
17. "Hilary Versus the Humunculus"- 3:09
18. "It's a Miracle"- 3:02
19. "Titoli di coda"- 3:26

Riferimenti Colonne sonore:

## Distribuzione
A Londra il film è stato distribuito come première il 1º giugno 2005; nel resto del Regno Unito il 3 dello stesso mese con il nome Royston Vasey The Motion Picture dalla United International Pictures (UIP); in Germania il 29 luglio al München Fantasy Filmfest; in Islanda ill 30 settembre al Reykjavik International Film Festival; in Messico il 20 ottobre; in Finlandia il 7 dicembre, e in Australia il 4 marzo 2006.

### Divieto
Il film è stato vietato ai minori di 11 anni in Finlandia; minori di 15 in tutto il Regno Unito, e minori di anni 18 a Singapore.

## Accoglienza

### Botteghino
Nel Regno Unito nel primo week-end di apertura incassa £ 555.996, mentre in tutto guadagna £ 1.330.726.

### Critica
Il film è stato presentato con delle recensioni generalmente positive. Il sito di recensioni Rotten Tomatoes mostra che l'83% dei critici ha dato al film una recensione positiva, con una media di 6,8 su 10, sulla base di 8 recensioni. Su IMDb riceve invece un punteggio di 6.3/10.

## Riconoscimenti
- Empire Awards 2006[13]
  - Nomination Miglior commedia